# Ник Картер (литературный персонаж)
Ник Картер (англ. Nick Carter) — популярный персонаж массовой культуры, детектив из американских дешёвых «романов с продолжением» («романов в выпусках»).

## Ник Картер в словесности

Афиша к фильму Викторена Жассе «Ник Картер, король сыщиков»

Начало феномену положила история «Ученик старого сыщика, или Таинственное преступление на Мэдисон-сквер», опубликованная 18 сентября 1886 года в журнале «New York Weekly». Её сюжет был подсказан Ормондом Смитом, сыном одного из основателей нью-йоркской издательской фирмы «Стрит и Смит», «бульварному» литератору Джону Расселу Кориелу (англ. John Russell Coryel, 1848—1924). В 1891 году фирма «Стрит и Смит» заказала в продолжение удачного начала серию подобных историй писателю Фредерику Ван Ренсселеру Дею (англ.  Frederick Van Rensselaer Dey, 1861—1922), который написал романы, объединённые главным героем Ником Картером. В дальнейшем истории о Нике Картере выходили из печати вплоть до 1950-х годов.

## Ник Картер в кино
- 1908 год — серия фильмов «Ник Картер, король сыщиков» французского кинорежиссёра Викторена Жассе. В главной роли Пьер Брессоль.
- 1939 год — «Неподражаемый сыщик Ник Картер» Жака Тёрнера кинокомпании Метро Голдвин Майер. В главной роли — Уолтер Пиджон.
- 1946 год — сериал «Сыщик Ник Картер», запущен на студии Коламбия пикчерс.
- 1964-1965 — французские фильмы "Nick Carter va tout casser" и "Nick Carter et le trèfle rouge", в роли Эдди Константин.
- 1972 год — американский фильм "Adventures of Nick Carter", в роли Роберт Конрад.
- 1977 год — «Адела ещё не ужинала» по книге «Ник Картер в Праге» чехословацкого режиссёра Олдржиха Липского. В роли Михал Дочоломанский.

## Ник Картер на радио
С 1943 по 1955 год в эфире американской радиосети Mutual Broadcasting System выходил сериал «Возвращение Ника Картера» (позже переименованный в Ник Картер, мастер-детектив), заглавную роль исполнил Лон Кларк. Программа стала одной из долгожителей эфира данной радиосети.